# Modun
Mòdùn (冒頓) (234(?)– 174 a. C.) fue el segundo de los Chányú de los xiōngnú (匈奴) y el fundador de la magna confederación que lograría someter todas las estepas orientales ya únicamente bajo el mando de los propios xiōngnú a comienzos del III a. C. 
Según el relato de Sīmǎ Qiān (司馬遷), Mòdùn era hijo de Tóumàn (頭曼), el primer jefe xiōngnú nombrado en las fuentes chinas. La supremacía de Tóumàn, se encontraba severamente delimitada por la pujanza de otras ramas étnicas más poderosas en el escenario estepario: así, durante la práctica totalidad de su gobierno, Tóumàn mantuvo ciertas dificultades con los yuèzhī (月氏), y una relación de vasallaje ritual ante los dōnghú (東胡). A pesar de esta aparente minoría en importancia, Sīmǎ Qiān registró una tentativa del líder xiōngnú ante la frontera fortificada ya durante la época de la dinastía Qín (秦), aunque sin éxito. A día de hoy no se conoce con certeza la fecha de nacimiento de Mòdùn, por lo que no se puede conocer su presencia ya durante la época de la campaña contra Qín o en otras campañas menores. 
A esta laguna, debemos añadirle la condición inferior y desprestigiada a ojos de su padre en las primeras menciones literarias, sin llegar a contar siquiera como príncipe heredero, optando el Chányú por fijar la sucesión en otro de sus hijos, nacido de una de sus consortes. El nivel de importancia dado a Mòdún, se puede ver claramente en su entrega como rehén ante uno de los potenciales enemigos y vecinos de los xiōngnú: los yuèzhī. Sin que las fuentes nos expliquen un motivo aparente o razonamiento para ello, el Chányú movilizó a sus tropas acto seguido de entregar a su vástago como rehén, colocando en un grave peligro a Mòdún, que podía ser fácilmente presa de una ejecución como vengativa por la ruptura de los pactos. En este complicado episodio, Mòdùn demostró su valía tras robar un caballo y escapar a galope tendido hasta los dominios xiōngnú, salvándose de una muerte segura. Acción que fue recompensada por el Chányú, gozando por primera vez de la aclamación popular, en medio de la cual se encontraba también la propia admiración de su padre, que le designó al mando de diez mil jinetes.
Una vez demostrada su arrojo, Mòdùn comenzó a reunir un grupo de guerreros extremadamente leales. Para estar seguro de su lealtad, Mòdùn realizó varias pruebas en la cual ejecutó a aquellos que se negaran a cumplir la orden. Ordenó a los guerreros disparar las flechas silbantes bajo una forma precisa y emulando su propio proceder: aquel que no consiguiese cumplir la orden, era rápidamente ejecutado. Tras esto, ordenó una orden similar, aunque en este caso, haciendo que sus hombres disparasen a su mejor caballo y finalmente, llevándoles al extremo más delicado, haciéndoles también ejecutar a su esposa favorita. Los que sobrevivieron tras esta proceso de dura selección, conformarían la elite y el grupo más cercano de Mòdùn. Una cercanía que comprobaría días después, tras ordenarles ejecutar a su propio padre durante una jornada cinegética: el Chányú fue pasto de las flechas incesantes de la leal guardia de Mòdùn.
Luego de consumar el parricidio y de su autoproclamada ascensión al título de Chanyu, Mòdùn procedió a eliminar a aquellos que fueran una amenaza para su recién adquirido poder. Mandó a ejecutar en primer término al que hasta el momento había sido el príncipe heredero: su medio hermano. Seguidamente, procedió a realizar el mismo procedimiento contra su madrastra y otros familiares vinculados a la misma, junto con aquellos nobles y vasallos que se negaron a apoyar su gobierno. Después de llegar al poder en el 209 a. C., Mòdùn comenzó a actuar basándose en sus ambiciones de convertirse en el único gobernante de las estepas orientales en torno a la actual Mongolia.

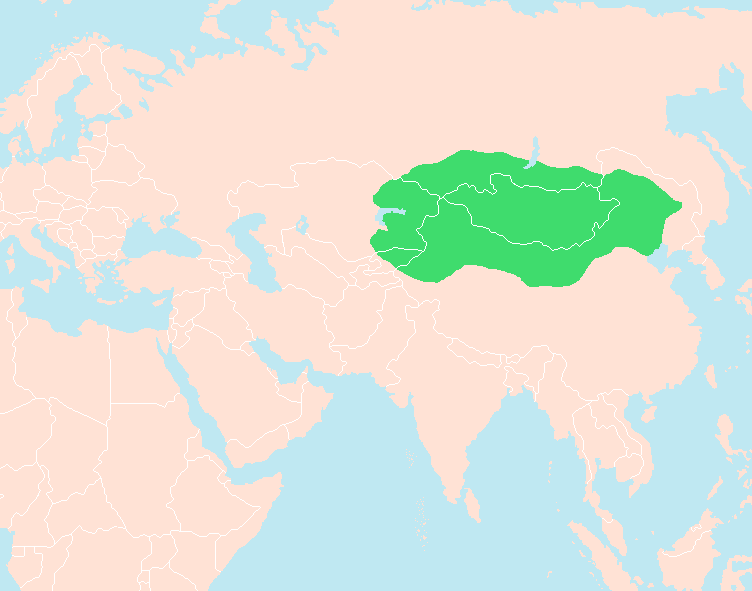
Mapa aproximado de la cúspide del poder xiōngnú desde la época de Jīzhōu hasta la crisis y disgregación de la confederación en el 58 a. C.

En un primer momento, marchó vengativamente contra los dōnghú, la rama étnica más poderosa y colindante con los territorios xiōngnú. Tras la muerte de su líder y la huida de las tropas enemigas, Mòdùn se dirigió contra las ramas étnicas del norte, derrotando a los poderosos dīngling (丁零). Estas campañas, fortalecieron enormemente la figura de Mòdùn como el líder xiōngnú por decreto familiar y militar, consiguiendo el respaldo absoluto de toda la confederación, conquistando a las opiciones más críticas o recalcitrantes a su dominio.
Sin embargo, aún quedaba latente el mayor de los adversarios: China. En el  200 a. C. Mòdùn encabezó una campaña de tres años contra la dinastía Han, logrando acorralar y sostener el contraataque dirigido por el mismísimo emperador Liú Bāng (劉邦). Cuando el soberano hàn avanzó contra él, Mòdùn mantuvo la suficiente sangre fría como para conducir al ejército adversario a una trampa en territorio montañoso, donde su caballería de élite y el grueso del ejército, logró producir un humillante asedio durante siete días en la montaña Baideng, durante los cuales Liú Bāng fue confinado y aislado frente a su línea de suministros y refuerzos. El sitio acabaría por abandonarse únicamente cuando desde el campamento hàn, llegó a enviarse una misiva del soberano en la que presentaba múltiples obsequios a la esposa de Mòdùn, junto con la advertencia de la imposibilidad de conquista permanente del territorio por parte de sus hordas. El líder xiōngnú, acabó dejando una brecha por la que el ejército y el emperador, escaparon ordenadamente. Este amarga lección, condujo a Liú Bāng a reformular la política a seguir en adelante con las hordas nómadas, siendo este episodio el punto culminante desde el cual nacería la política estratégica de alianzas matrimoniales o héqīn (和親), mantenida con los xiōngnú hasta la mismísima caída de la confederación.
Después de su exitosa campaña en el norte de China, Mòdùn comenzó a empujar a los yuèzhī y los wūsūn (烏孫) para convertirse en sus vasallos, aunque no sería hasta después de su muerte, cuando estos últimos, llegasen a ser derrotados de forma definitiva y puestos en fuga por la confederación, ocasionando el enésimo movimiento de hordas en masa a lo largo de las estepas. A su muerte, la confederación se erigía con un dominio incontestable desde el río Liáo (遼河) hasta las montañas de Pamir (este-oeste), al mismo tiempo que asentaba sus posiciones también entre el lago Baikal y el norte de la actual Mongolia Interior (norte-sur). Mòdùn murió en el año 174 a. C., siendo sucedido por su hijo, Jīzhōu (稽粥), quien fue intitulado como Lǎoshàng Chányú (老上單于).